# Общогръцка освободителна организация
Общогръцката освободителна организация (ПАО) (на гръцки: Πανελλήνιος Απελευθερωτική Οργάνωση) е съпротивително движение по време на окупацията на Гърция през Втората световна война. Основана е на 10 юли 1941 година в Солун под името „Защитниците на Северна Гърция“ (Υπερασπισταί Βορείου Ελλάδος, YVE) и е насочена изключително срещу българското управление в Източна Македония и Западна Тракия, но заради сътрудничеството на ръководството ѝ с германските окупационни власти, съпротивителното крило се отделя в ПАО.
Членовете на организацията са известни като паоджии и са отговорни за редица кланета над българското население в Егейска Македония в периода на Втората световна война. През 1943 година отряд на ПАО участва в сражението при Фардикамбос между гръцката съпротива и италиански части, след което е създадена така наречената „Свободна Гърция“. Въпреки това, до края на 1944 година голяма част от отрядите на ПАО са унищожени от гръцката комунистическа съпротива ЕАМ-ЕЛАС.